# Galen (Babylon 5)
Galen es un personaje ficticio de Babylon 5. Es un tecnomago tecnológico y fue interpretado por Peter Woodward. Era un miembro de la tripulación del Excalibur, y tenía contatos ocasionales con John Sheridan.

## Biografía
Galen era un tecnomago y como tal dejó el universo conocido y se escondió junto a los demás miembros de su orden para evitar que su saber fuese abusado durante la guerra que se avecinaba contra las sombras. Allí se quedaron y quisieron continuar quedándose incluso después de la guerra como un acto de precaución.
Tuvo una relación amorosa con una tecnomaga llamada Isabelle. Su muerte persiguió a Galen durante mucho tiempo. También vuela con su propia nave y, a menudo, deja la Excalibur por razones propias.
Galen, sin embargo, no estaba de acuerdo de mantenerse escondido después del fin de la guerra. Jurando actuar contra los aliados de las sombras después de la guerra, él empezó a monitorearlos. Cuando se dio cuenta en el 2266, que iban a atacar y destruir la Tierra, él contactó a John Sheridan, Dureena Nafeel y a otros para advertirlos. A través de ese reclutamiento él pudo también reclutar a la Alianza Interestelar e instruirles como iban a poder destruir su destructor de planetas que iban a utilizar para destruir la Tierra. De esa manera él pudo evitar la destrucción de la Tierra aunque no pudo evitar que, como alternativa, tirasen una plaga extremadamente avanzada sobre ella. Los otros miembros de la orden, conscientes de lo que hizo, lo echaron de su escondite por haber infringido su seguridad al haber hecho eso. 
Después de ello él se convirtió en un miembro de la Excalibur. Como tal les ayudó a través de su saber y sus habilidades en la búsqueda de una cura contra la plaga en la Tierra y contra los Drakh. También decidió monitorear el universo conocido para actuar contra aquellos que iban a utilizar tecnología sombra que había quedado atrás. Es un amigo del capitán Matthew Gideon, a quien salvó su vida justo antes de la guerra contra las sombras, mientras que Dureena Nafeel quiere ser su aprendiz. Con su saber él pudo salvar a la tripulación principal de ser víctimas de una arma de otro tecnomago, que externminó con ella la población de todo un planeta. Luego, con su ayuda, la Dra. Sarah Chambers encontró una manera de utilizar esa arma ara crear un mecanismo de protección para la gente sana de la plaga en caso de que tuviesen que pasar por un lugar infectado. 
Más tarde contactó otra vez con Sheridan para advertirle sobre un potencial peligro que iba a provenir del futuro empredaor de Centauri Prime.